# Please Don't Leave Me
Singles de Pink
Sober
(2008) Bad Influence
(2009)
Pistes de Funhouse
One Foot Wrong
(4) Bad Influence
(6)
Please Don't Leave Me est une chanson de la chanteuse américaine Pink, sortie en tant que troisième single de son cinquième album studio, Funhouse.